# Coleoaethes tetralobus
Coleoaethes tetralobus is een keversoort uit de familie klopkevers (Ptinidae). De wetenschappelijke naam van de soort werd in 1998 gepubliceerd door Philips.